# パク・サンウォン
パク・サンウォン（朴相元 박상원 1959年4月5日-）は、韓国の俳優。大邱広域市出身。

## 経歴
- 身長：177cm / 体重：71kg
- 趣味・特技：水泳、テニス
- ソウル芸術大学校舞踊科卒業[2]

1959年、大邱広域市に生まれ、小学校までを大邱で過ごした。中学校からは仁川広域市で育つ。1986年、MBC第18期公募タレントとしてデビューし映画、テレビ等で活躍、現代劇から時代劇に至るまで出演している。

## 出演作品

### テレビドラマ
- 砂時計（1995年、SBS）
- アスファルトの男（1995年、SBS）
- 初恋（1996年-1997年、KBS）
- あなた、そして私（1997年-1998年、MBC）
- 白夜（1998年、SBS）
- 大望（2002年-2003年、SBS）
- 名家の娘ソヒ（2004年-2005年、SBS）
- 太王四神記（2007年、MBC）
- 憎くてももう一度（2009年、KBS）
- MY DREAM（2009年、SBS）
- 黄金の魚（2010年、MBC）
- 私の娘コンニム（2011年-2012年、SBS）
- シンイ-信義-（2012年、SBS）
- バラ色の恋人たち（2014年-2015年、MBC）
- ヒーラー〜最高の恋人〜（2014年-2015年、KBS）
- いとしのクム・サウォル（2015年-2016年、MBC）
- たった一人の私の味方（2018年-2019年、KBS）

### 映画
- ソウルエビター（1991年）